# Lucie Delarue-Mardrus
Pour les articles homonymes, voir Delarue et Mardrus.

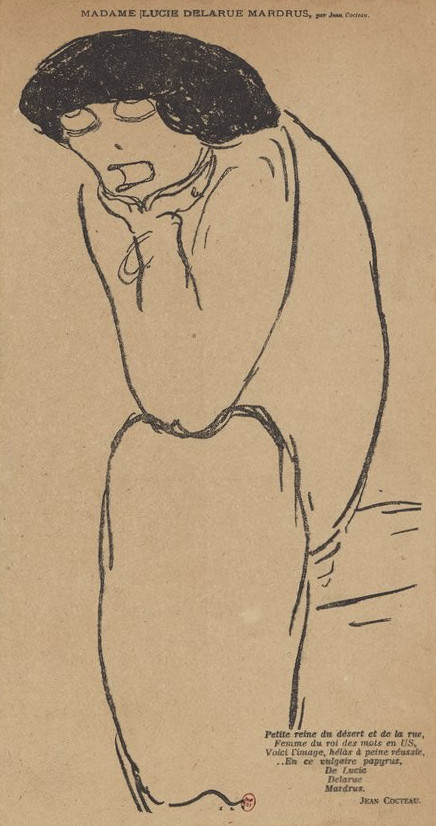
Madame Lucie Delarue-Mardrus par Jean Cocteau :
Petite reine du désert et de la rue,
Femme du roi des mots en US,
Voici l'image, hélas à peine réussie,
..En ce vulgaire papyrus,
De Lucie
Delarue
Mardrus.

Lucie Delarue-Mardrus, née à Honfleur le 3 novembre 1874 et morte à Château-Gontier le 26 avril 1945, est une poétesse, romancière, journaliste, historienne, sculptrice et dessinatrice française. 

## Biographie
Fille de l'avocat Georges Delarue (né le 12 octobre 1841 à Évreux, et mort le 30 janvier 1910 à Paris) et de Marie Louise Jazet (née le 16 novembre 1841 à Paris et morte le 22 août 1917 à Paris), Lucie est la dernière née d'une famille de six enfants, élevée comme ses cinq sœurs selon une éducation bourgeoise nourrie d'apprentissage de la musique et de l'anglais. Sa famille déménage à Paris en 1880 et fréquente le milieu artistique de la capitale, musical comme littéraire.

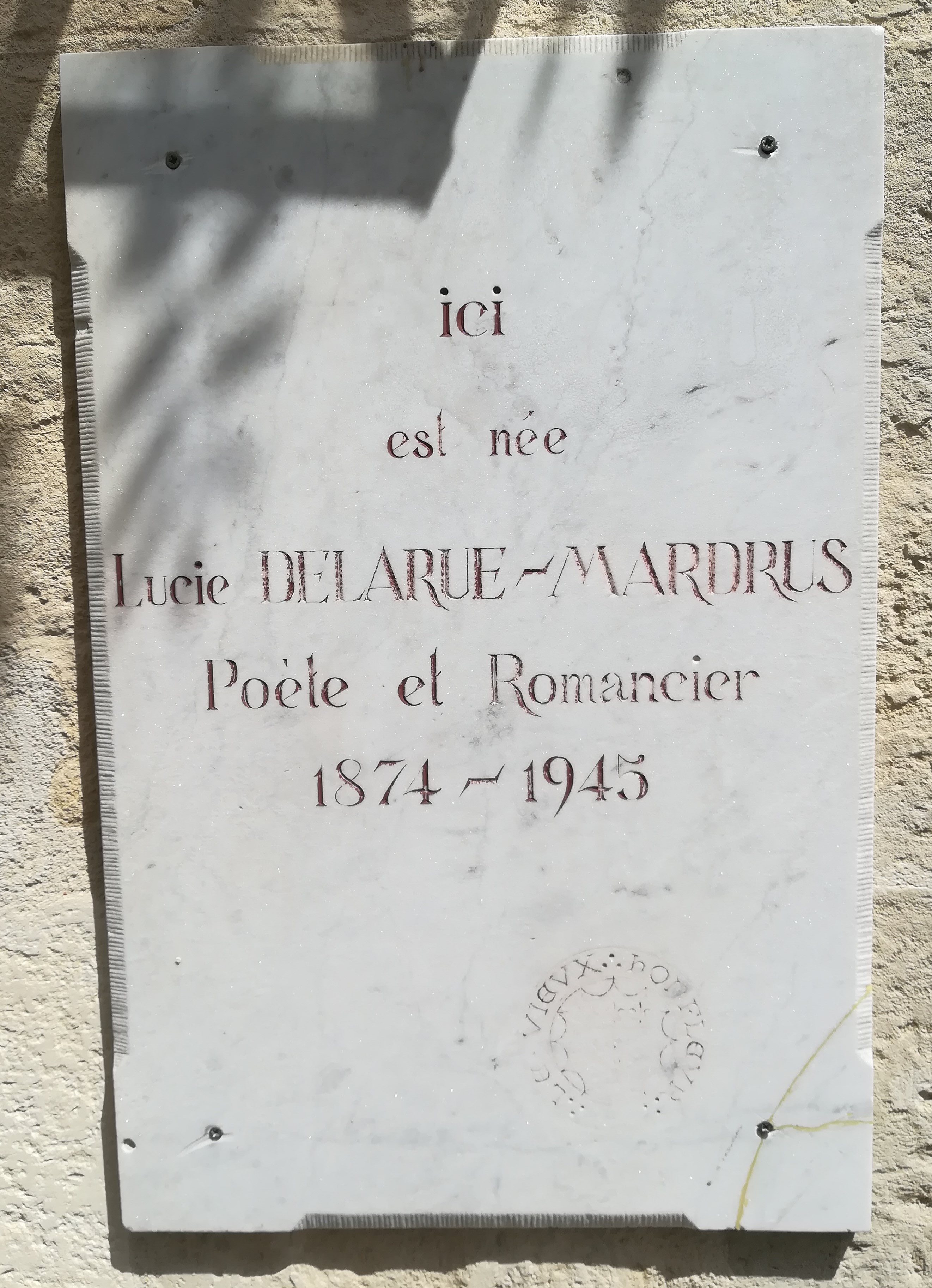
Plaque apposée sur la maison natale de Lucie Delarue-Madrus située au 44, rue des Capucins à Honfleur.

Ses parents ayant refusé au capitaine Philippe Pétain la main de celle qu’on surnomme « Princesse Amande », elle épouse le 5 juin 1900 dans le 2e arrondissement de Paris l’orientaliste Joseph-Charles Mardrus (cette union sera dissoute le 19 juin 1923). Elle effectue avec lui de nombreux voyages en Afrique du Nord, en Égypte, en Syrie, en Turquie, en Italie, et en tire des reportages photographiques et des récits.
Comme elle est l'amante de Natalie Barney, Romaine Brooks et Germaine de Castro, son mari, qui désire garder intacte la beauté de son épouse, propose à Natalie Barney de lui faire un enfant à sa place[réf. nécessaire].
En juillet 1914, Raphaël-Schwartz exécute son portrait, sous la forme d'un buste en marbre.

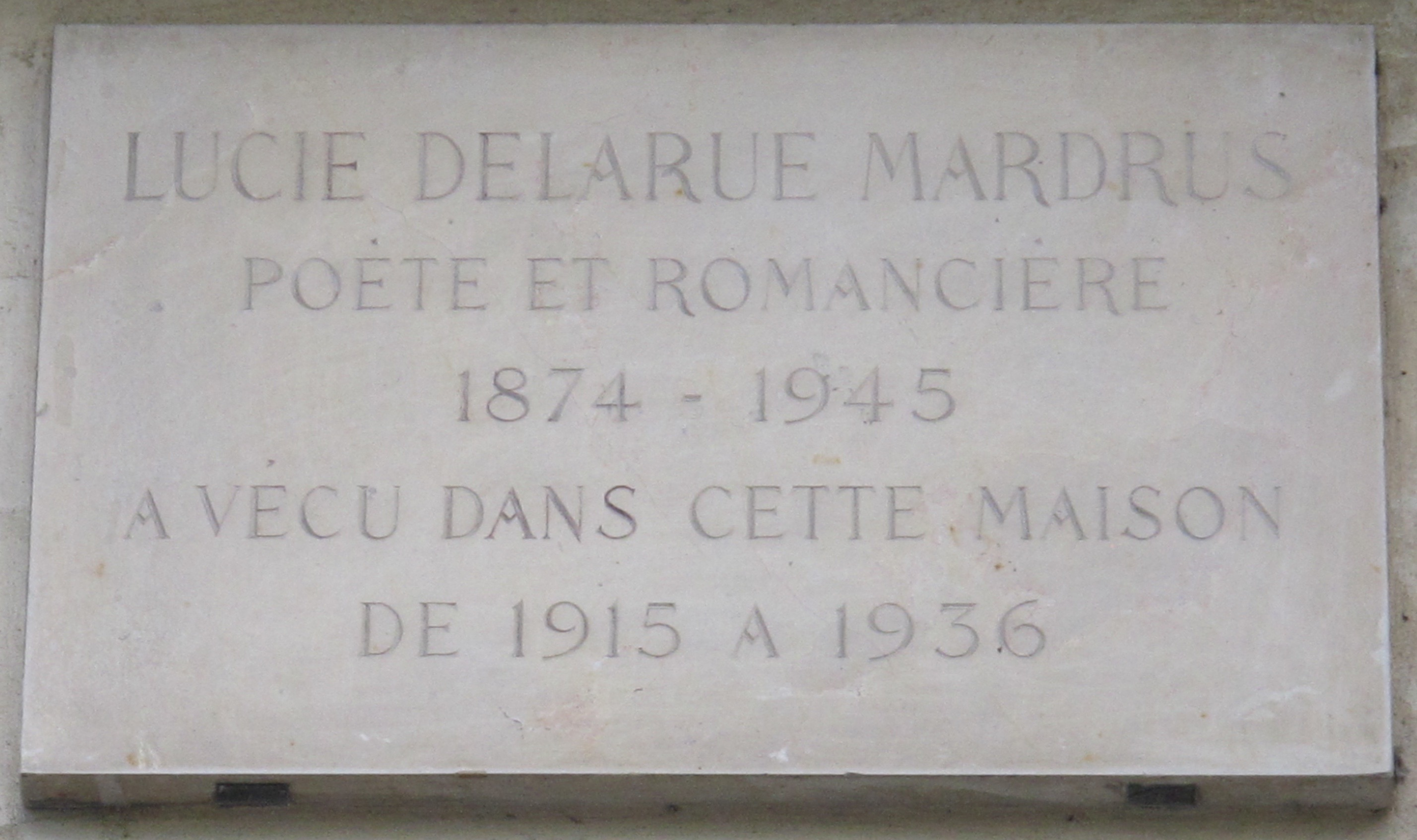
Plaque au no 17 bis quai Voltaire (7e arrondissement de Paris).

Pendant la Première Guerre mondiale, Lucie Delarue-Mardrus est infirmière à Honfleur à l'hôpital no 13. Elle divorce vers 1915. C'est à cette époque qu'elle emménage au no 17 bis quai Voltaire à (7e arrondissement de Paris), où elle vit de 1915 à 1936 (une plaque lui rend hommage). Durant cette période, elle publie de nombreux écrits et prononce des conférences.
Elle participe au championnat de France d'échecs féminin à Paris en 1927.
Elle vit aussi à Honfleur au no 44 rue des Capucins, maison de naissance, (aujourd'hui un hôtel) et passe les trois dernières années de sa vie à Château-Gontier, où elle se retire en 1942. Elle meurt le 26 avril 1945 et est inhumée au cimetière Sainte-Catherine de Honfleur.

## Littérature

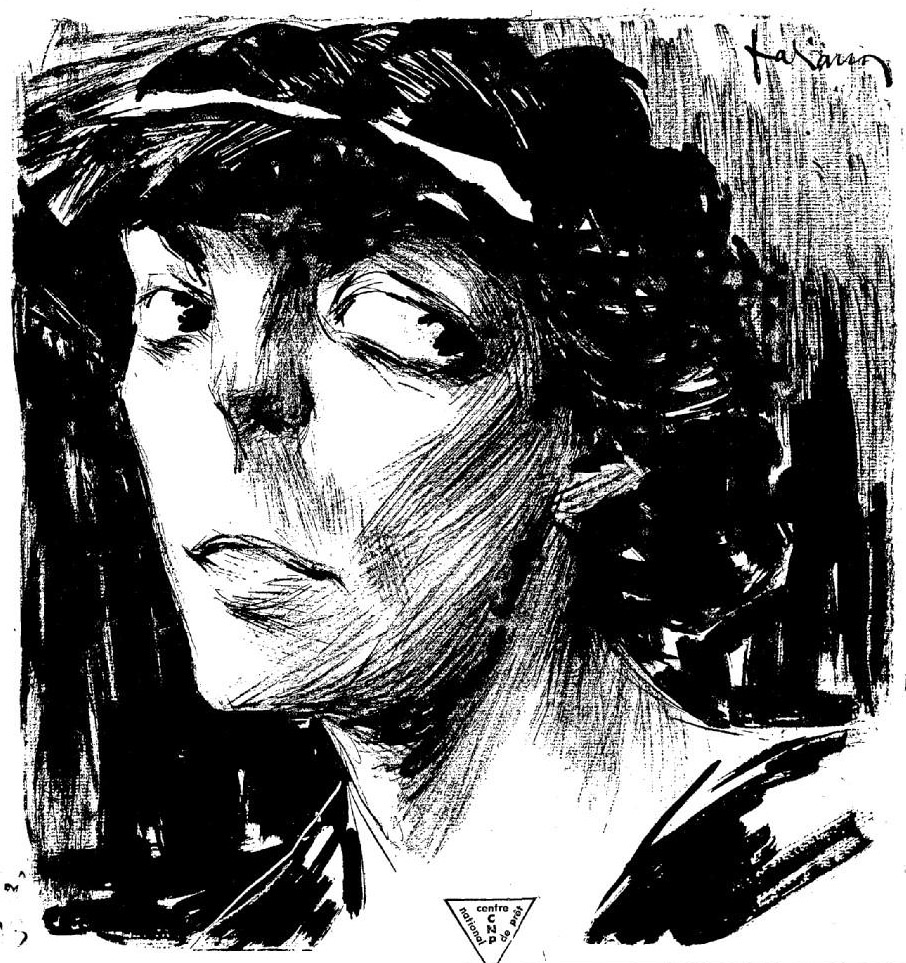
Caricature parue dans Les Hommes du jour (1911).

Les écrits de cette autrice prolifique, qui a laissé plus de soixante-dix romans, recueils de poèmes (Occident, 1901, Ferveur, 1902 ; Horizons, 1904 ; la Figure de proue, 1908), récits (le Roman de six petites filles, 1909 ; l’Ex-voto, 1921), biographies, Mémoires (1938), contes, nouvelles, récits de voyage, pièces en vers (Thoborge, reine de mer, 1905) et pièces de théâtre (Sapho désespérée, 1906), révèlent une peintre de la vie intime et de la nature.
Ses écrits expriment son désir d’évasion et son amour de sa Normandie natale. Son Ex-Voto est une description pleine de sensibilité du milieu et de la vie des pêcheurs honfleurais au début du XXe siècle. Elle est également l’autrice de chroniques hebdomadaires, critiques littéraires ou musicales, conférences aux Annales parues dans la presse. Dans les dernières années de sa vie, elle présente au Salon de la Société nationale des beaux-arts des sculptures dont Danseurs nus (statuette) Dame Patricia, son nègre et son galant (groupe) ou Deux danseuses et un indifférent. Elle expose au Salon d'hiver de 1936 un autoportrait (no 43)[réf. nécessaire].

## Œuvres

### Poésie
- Occident, Paris : éditions de la Revue blanche, 1901.
- Ferveur, Paris : éditions de la Revue blanche, Paris, 1902 - (lire en ligne sur Gallica)
- Horizons, Paris : E. Fasquelle, 1904. lire en ligne sur Gallica
- La Figure de proue, Paris, E. Fasquelle, 1908    (Wikisource).
- Souffles de tempête,  Paris : E. Fasquelle, 1918 - (lire en ligne sur Internet Archive).
- À Maman, Paris : E. Fasquelle, 1920.
- Poèmes mignons pour les enfants, Paris : Gedalge, 1929.
- Les Sept Douleurs d'octobre, Paris : Ferenczi et fils, 1930.
- Mort et Printemps, Paris : A. Messein, 1932.
- Temps présents, Paris : Les Cahiers d'art et d'amitié 1939.
- Nos secrètes amours, 1951 (édition posthume par Nathalie Clifford Barney à l'imprimerie Nicolas, de poèmes écrits entre novembre 1902 et juin 1905[8]) et réédition non censurée par les éditions ErosOnyx (2018, Classiques Poche).

### Nouvelles
- « La Pirane » in Les Œuvres libres no 117, Paris, Fayard, 1931 - (lire en ligne sur le site de la Bibliothèque de Lisieux et en format audio sur Archive.org).
- Passions américaines et autres, Paris, Ferenczi et fils, 1934.
- Le Cœur sur l'ardoise, Rouen, Maugard, 1941.

### Biographies
- Sainte Thérèse de Lisieux, Paris, E. Fasquelle, 1926.
- Les Amours d’Oscar Wilde, Paris, Flammarion, 1929[9]).
- Le Bâtard, vie de Guillaume le Conquérant, Paris, E. Fasquelle, 1931.
- Eve Lavallière, Paris : Albin Michel, 1935.
- La Petite Thérèse de Lisieux, Paris, Fasquelle, 1937.

### Essais
- Aurel et le Procès des mondains, Paris, J. Povolozky & Cie, 1921    (Wikisource). Conférence dite le 29 avril 1921 au Théâtre de la Renaissance.
- Embellissez-vous, Paris, Éditions de France, 1926.
- Le Cheval, Paris : Nouvelle société d'édition, 1930.
- L’Amérique chez elle, Paris, éditions Albert, 1933.
- Rouen, Rouen, éd. Henri Defontaine, 1935. Une édition de la même année et du même éditeur comporte des illustrations de Robert Antoine Pinchon.
- Up to date : essai sur la jeunesse française contemporaine, Paris, R. Allou, 1936.
- El Arab, l’Orient que j’ai connu, Lyon, Lugdunum, 1944    (Wikisource).

### Romans
- Marie, fille-mère, Paris : E. Fasquelle, 1908.Lucie Delarue-Mardrus, L'Ex-voto (1922).

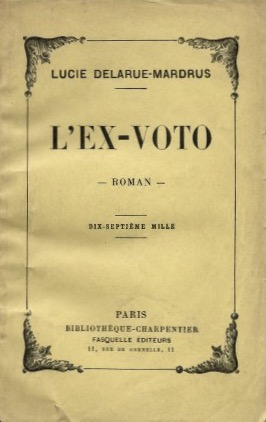
Lucie Delarue-Mardrus, L'Ex-voto (1922).

- Le Roman de six petites filles,  Paris : E. Fasquelle, 1909.
- L'Acharnée, Paris : E. Fasquelle, 1910.
- Comme tout le monde, Paris, J. Tallandier, 1910    (Wikisource)
- Par vents et marées, Paris : E. Fasquelle, 1910.
- Tout l'amour, Paris : E. Fasquelle, 1911.
- L'Inexpérimentée, Paris : E. Fasquelle, 1912. lire en ligne sur Gallica
- La Monnaie de singe, Paris : E. Fasquelle, 1912.
- Douce Moitié, Paris : E. Fasquelle, 1913.
- Un Cancre, Paris : E. Fasquelle, 1914 (roman jeunesse)
- Un roman civil en 1914, Paris : E. Fasquelle, 1916.
- Deux Amants,  Paris : E. Fasquelle, 1917.
- L'Âme aux trois visages,  Paris : E. Fasquelle, 1919. Gédalge rééditera cet ouvrage à partir de 1928, notamment avec des illustrations d'André Hofer dès 1955. (roman jeunesse)
- Toutoune et son amour, Paris, Albin Michel, 1919    (Wikisource)
- Le Château tremblant, Paris : J. Ferenczi, 1920.
- Les Trois Lys, Paris : J. Ferenczi, 1920.
- L'Apparition, Paris : J. Ferenczi, 1921.
- L’Ex-voto, Paris : E. Fasquelle, 1922. Réédition illustrée par Auguste Brouet, Paris, Aux Éditions de l’Estampe, 1927    (Wikisource). Une édition de 1929 de l'éditeur Jules Tallandier comporte en illustration des photographies du film Le Diable au cœur qu'il a inspiré.
- Le Pain blanc, Paris : J. Ferenczi, 1923. Une édition ultérieure chez le même éditeur comporte des bois originaux de Jean Buhot. lire en ligne sur Gallica
- La Cigale, Paris : Fayard 1924. Cette édition comporte 28 bois originaux de Renefer.
- La Mère et le Fils, Paris : J. Ferenczi, 1924. Une édition ultérieure chez le même éditeur comporte des bois originaux de Robert Haardt.
- À côté de l’amour, 1925 Une édition ultérieure chez le même éditeur comporte des illustrations de Michel Jacquot.
- « Hortensia dégénéré, roman inédit et complet » in Les Œuvres libres no 50, Paris : Fayard, 1925.
- Graine au vent, Paris : Ferenczi, 1925. Le film Graine au vent est son adaptation au cinéma.
- La Petite Fille comme ça, Paris : Ferenczi, 1927.
- Rédalga, Paris : Ferenczi, 1928.  Une édition de 1931 chez le même éditeur comporte des bois originaux bois originaux d'Emmanuel Poirier.
- Amanit , Paris : l'Illustration, 1928 en 3 fascicules puis en un volume en 1929.
- Lucie Delarue-Mardrus (1934).Le Beau Baiser, 1929.

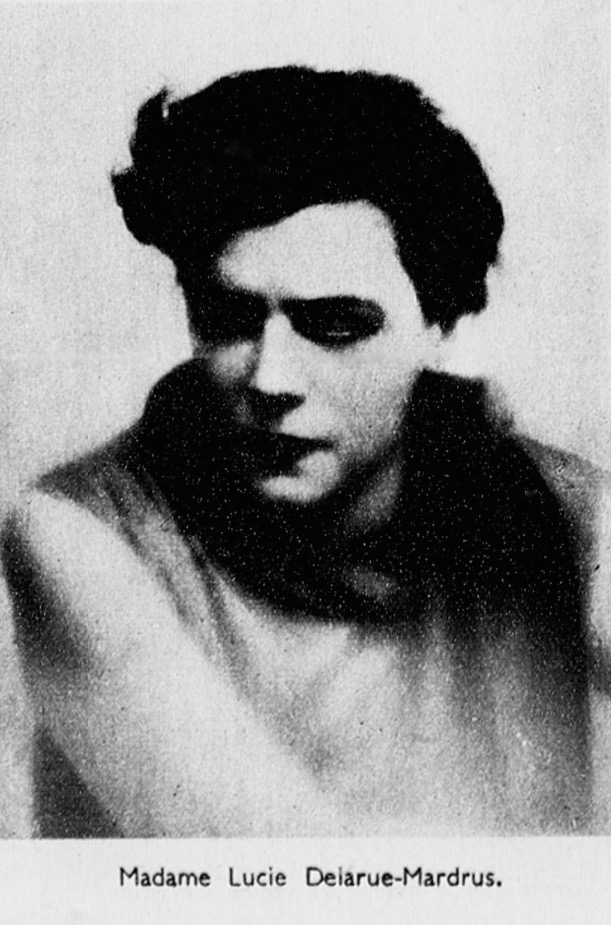
Lucie Delarue-Mardrus (1934).

- Anatole, Paris : Ferenczi et fils, 1930.
- L’Ange et les Pervers, Paris : Ferenczi et fils, 1930. Une édition critique par Nelly Sanchez est publiée en 2017 par la Société des Textes Français Modernes.
- L’Amour à la mer, Paris : A. Lemerre, 1931.
- L’Autre Enfant, Paris : Ferenczi et fils, 1931.
- François et la Liberté, Paris : Ferenczi et fils, 1933. Une édition de 1936 chez le même éditeur comporte des bois originaux de Claude-René Martin.
- L’Enfant au coq, Paris : Ferenczi, 1934. Une édition de 1937 chez le même éditeur comporte des bois gravés de Barthélémy.
- Une femme mûre et l'amour, Paris : Ferenczi et fils, 1935.
- L’Amour attend, Paris : L'Illustration, 1935. Une édition du même éditeur de 1936 comporte des illustrations de J. Simont. - (Lire en ligne l'édition de 1978 sur Gallica)
- Chênevieil, Paris : Ferenczi, 1936. Une édition du Livre moderne de 1941 comporte des illustrations de Barthélémy.
- Roberte n° 10.530, Paris : Ferenczi, 1937.
- Fleurette, Paris : L'Illustration, 1938. Illustré par Lucien-Paul Pouzargues.
- L’Hermine passant, Paris, Ferenczi et fils, 1938    (Wikisource). Illustré par Roger Grillon.
- La Girl, Paris : Ferenczi et fils, 1939. Bois originaux de J. Grange-L.
- L’Homme du rêve, Paris : Collection "Pour oublier la vie" no 5, 1939.
- Peaux d’lapins, Genève : éditions de la Frégate 1944.
- Le Roi des reflets, Paris : Ferenczi, 1945.
- Verteil et ses amours, Paris : éditions Self, 1945.
- La Perle magique, Paris : éditions Baudinière, 1945.

### Autres

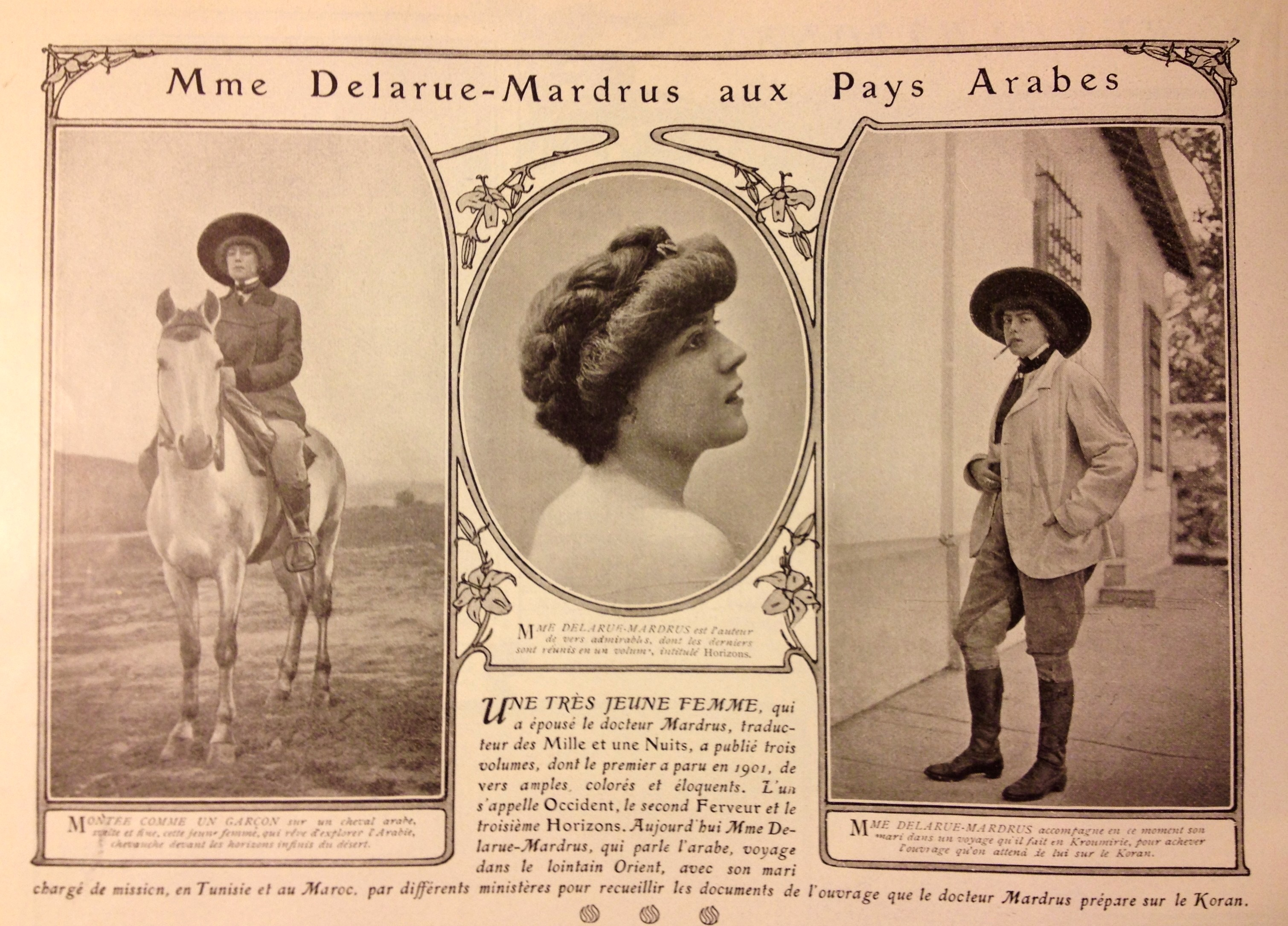
Lucie Delarue-Mardrus, La Vie Heureuse, septembre 1905.

- Amour et Folie, Paris : J. Ferenczi, 1921Lucie Delarue-Mardrus vers 1940.
- La Quatrième Eve, 1932 (théâtre)

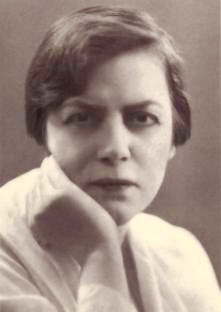
Lucie Delarue-Mardrus vers 1940.

- « La Plus Belle Preuve d'amour » in Les Dimanches de la femme : supplément de la "Mode du jour", Paris, 25 août 1935, p. 3 - (Lire en ligne sur Gallica)
- Mes mémoires souvenirs littéraires, Paris : Revue des deux mondes, mars 1938 - (lire en ligne son autoboigraphie sur le site de la revue le volume 1 et le volume 2)
- Mes mémoires, Paris : Gallimard, 1938 (autobiographie)
- Lumières de Honfleur, éd. Vialetay, 1964. Illustrations de André Hambourg
- À un nuage : partition pour mezzo-soprano et pour piano, musique de José de Cor-de-Lass ; poésie de Lucie Delarue ; ill. par P. Borie ; E. Gallet (Paris), 1895[10]
- Conte de Noël, ill. de Jean Ray, 1920, 65 p. lire en ligne sur Gallica